# Comité Olímpico Nacional de Kenia
El Comité Olímpico Nacional de Kenia (código COI: KEN) es el Comité Olímpico Nacional que representa a Kenia. Fue creado en 1955 en Nairobi y reconocido por el COI ese mismo año. La organización también es miembro de la Asociación de Comités Olímpicos Nacionales de África.
Kenia debutó en los Juegos Olímpicos de Verano de 1956 en Melbourne, Australia.
Uno de los presidentes del Comité Olímpico Nacional de Kenia ha sido el campeón olímpico Kipchoge Keino desde 1999, y ha servido en múltiples períodos de 5 años. Su reelección más reciente ocurrió el 29 de mayo de 2013.

## Presidentes del Comité
- 1999-2017 - Kip Keino.
- 29/09/2017 - Actualmente[2] – Paul Tergat. Secretario general: F.K. Paul